# Elecciones parlamentarias de Portugal de 2025
Las elecciones legislativas en Portugal tuvieron lugar el 18 de mayo de 2025  para elegir a los 230 miembros de la Asamblea de la República en su 17.ª Legislatura. 
El gobierno titular convocó un voto de confianza, que perdió el 11 de marzo de 2025;  y el presidente Marcelo Rebelo de Sousa convocó una elección para el 18 de mayo, lo que la convierte en la tercera elección legislativa en menos de cuatro años.

## Antecedentes
El 15 de febrero de 2025, el periódico Correio da Manhã publicó una investigación en la que se descubrió que la familia del primer ministro Luís Montenegro tenía un negocio con intereses inmobiliarios, llamado Spinumviva. Montenegro confirmó la existencia de la empresa, pero negó cualquier conflicto de intereses, diciendo que había vendido sus acciones a su esposa en 2022. El partido Chega! criticó la falta de respuestas de Montenegro y presentó una moción de censura, sin embargo, fue rechazada por el Parlamento por un amplio margen, 171 contra 49 a favor. Más tarde se reveló que la venta de Montenegro de sus acciones a su esposa era de hecho inválida, ya que la ley no permite la venta de acciones entre cónyuges, lo que hace que Montenegro siga siendo un accionista activo de la empresa. Esto planteó más preguntas de posibles conflictos de intereses y Montenegro fue fuertemente presionado para revelar la lista completa de clientes de su negocio, pero él rechazó esto.
Dos semanas después, el 28 de febrero, el periódico Expresso publicó que Spinumviva ha estado recibiendo un pago mensual de 4.500 euros de uno de sus principales clientes, Solverde, una empresa de casinos, desde 2021, que continuó mientras Montenegro ya era primer ministro. Después de este informe, Spinumviva también reveló la lista completa de clientes y los servicios prestados. Los partidos exigieron más explicaciones al primer ministro, y Chega exigió la renuncia de Montenegro como primer ministro. El mismo día, Luís Montenegro anunció una reunión de emergencia del gabinete para el 1 de marzo, para "analizar su situación personal y política". Anunció que el Gobierno solicitaría una moción de confianza si el Parlamento no "valida" al Gobierno. El Partido Comunista Portugués (PCP) presentó una moción de censura, pero el Partido Socialista (PS) se posicionó en contra de tal moción. Unos días después, el Servicio de Ansecución Pública anunció que recibieron una denuncia anónima contra Luís Montenegro y su empresa, añadiendo solo que estaban examinando la denuncia,  mientras que el Partido Socialista también anunció un comité de investigación parlamentaria para investigar el caso. El 5 de marzo, la moción de los comunistas fue rechazada, 88 votos en contra a 14 a favor, con 126 abstenciones, pero Luís Montenegro anunció un voto de confianza, que estaba programado para el 11 de marzo.
El 11 de marzo de 2025, el gobierno de Luís Montenegro cayó después de perder un voto de confianza en el Parlamento, 137 en contra con solo 87 a favor. Después de que se anunciaran los resultados de la moción, el presidente Marcelo Rebelo de Sousa celebró reuniones con los líderes del partido el 12 de marzo y una reunión del Consejo de Estado el 13 de marzo.  El 13 de marzo, Marcelo Rebelo de Sousa convocó elecciones para el 18 de mayo de 2025.

## Sistema electoral
La Asamblea de la República tiene 230 miembros elegidos por períodos de cuatro años. Los gobiernos no requieren una mayoría absoluta de apoyo de la Asamblea para ocupar el cargo, ya que incluso si el número de parlamentarios de la oposición es mayor que el de sus partidarios, la oposición aún necesita ser igual o mayor a 116 (mayoría absoluta) tanto para que el programa de gobierno sea rechazado o se apruebe una moción de censura.
El número de escaños asignados a cada distrito depende de la magnitud del distrito. El uso del método d'Hondt genera un umbral efectivo más alto que otros métodos de asignación, como la cuota Hare o el método Sainte-Laguë, que son más generosos con los partidos pequeños.
La distribución de diputados por distrito electoral para las elecciones legislativas de 2025 fue la siguiente: 
| Distrito                             | Diputados | Mapa |
| ------------------------------------ | --------- | ---- |
| Lisboa                               | 48        |      |
| Oporto                               | 40        |      |
| Braga y Setúbal                      | 19        |      |
| Aveiro                               | 16        |      |
| Leiría                               | 10        |      |
| Coímbra, Faro y Santarém             | 9         |      |
| Viseu                                | 8         |      |
| Madeira                              | 6         |      |
| Azores, Viana do Castelo y Vila Real | 5         |      |
| Castelo Branco                       | 4         |      |
| Beja, Braganza, Évora y Guarda       | 3         |      |
| Portalegre, Europa y Fuera de Europa | 2         |      |

## Resultados

### Resultados nacionales
|  | 31.21 % |

|  | 0.58 % |

|  | 31.79 % |

|  | 22.76 % |

|  | 22.83 % |

|  | 5.36 % |

|  | 4.07 % |

|  | 2.91 % |

|  | 1.99 % |

|  | 1.38 % |

|  | 0.33 % |

|  | 1.29 % |

|  | 0.22 % |

|  | 0.19 % |

|  | 0.19 % |

|  | 0.16 % |

|  | 0.15 % |

|  | 0.12 % |

|  | 0.09 % |

|  | 0.05 % |

|  | 0.01 % |

|  | 0.01 % |

|  | 95.89 % |

|  | 2.73 % |

|  | 1.39 % |

|  | 100 % |

|  | 58.23 % |

#### Por distrito
| Distrito                        | AD     | AD   | CH   | CH   | PS   | PS   | IL  | IL  | L   | L   | CDU  | CDU | BE  | BE  | PAN | PAN | JPP  | JPP | Total |   |   |
| Distrito                        | %      | E.   | %    | E.   | %    | E.   | %   | E.  | %   | E.  | %    | E.  | %   | E.  | %   | E.  | %    | E.  | Total |   |   |
| ------------------------------- | ------ | ---- | ---- | ---- | ---- | ---- | --- | --- | --- | --- | ---- | --- | --- | --- | --- | --- | ---- | --- | ----- | - | - |
| Distrito                        | Azores | 36.6 | 3    | 22.9 | 1    | 23.6 | 1   | 3.5 | 0   | 2.5 | 0    | 1.2 | 0   | 2.1 | 0   | 1.3 | 0    | 0.3 | Total | 0 | 5 |
| Aveiro                          | 39.5   | 7    | 20.7 | 4    | 21.7 | 4    | 5.7 | 1   | 3.1 | 0   | 1.2  | 0   | 1.7 | 0   | 1.2 | 0   |      |     | 16    |   |   |
| Beja                            | 20.9   | 1    | 27.7 | 1    | 26.5 | 1    | 2.0 | 0   | 2.1 | 0   | 13.6 | 0   | 1.9 | 0   | 0.9 | 0   |      |     | 3     |   |   |
| Braga                           | 36.3   | 8    | 22.0 | 5    | 23.0 | 5    | 6.7 | 1   | 3.1 | 0   | 1.7  | 0   | 1.8 | 0   | 1.0 | 0   | 0.1  | 0   | 19    |   |   |
| Braganza                        | 43.7   | 2    | 20.4 | 0    | 25.4 | 1    | 2.2 | 0   | 1.1 | 0   | 1.0  | -   | 0.8 | 0   | 0.7 | 0   |      |     | 3     |   |   |
| Castelo Branco                  | 32.3   | 2    | 23.4 | 1    | 28.6 | 1    | 3.0 | 0   | 2.6 | 0   | 2.1  | -   | 1.7 | 0   | 0.9 | 0   |      |     | 4     |   |   |
| Coimbra                         | 34.4   | 4    | 18.4 | 2    | 27.4 | 3    | 4.4 | 0   | 4.1 | 0   | 2.5  | -   | 2.2 | 0   | 1.2 | 0   | 0.1  | 0   | 9     |   |   |
| Évora                           | 24.8   | 1    | 24.8 | 1    | 27.8 | 1    | 2.8 | 0   | 2.7 | 0   | 10.2 | -   | 1.8 | 0   | 0.9 | 0   |      |     | 3     |   |   |
| Faro                            | 25.7   | 3    | 33.9 | 4    | 20.5 | 2    | 4.4 | 0   | 3.4 | 0   | 2.7  | -   | 2.6 | 0   | 1.8 | 0   | 0.1  | 0   | 9     |   |   |
| Guarda                          | 39.6   | 1    | 21.1 | 1    | 26.4 | 1    | 2.4 | 0   | 1.5 | 0   | 1.3  | -   | 1.2 | 0   | 0.7 | 0   |      |     | 3     |   |   |
| Leiria                          | 37.1   | 5    | 23.1 | 3    | 19.0 | 2    | 6.0 | 0   | 3.5 | 0   | 2.1  | -   | 1.9 | 0   | 1.2 | 0   |      |     | 10    |   |   |
| Lisboa                          | 28.5   | 15   | 20.9 | 11   | 23.7 | 12   | 7.6 | 4   | 6.9 | 3   | 3.6  | 1   | 2.4 | 1   | 1.8 | 1   | 0.1  | 0   | 48    |   |   |
| Madeira                         | 41.4   | 3    | 20.9 | 1    | 13.5 | 1    | 2.6 | 0   | 1.3 | 0   | 1.3  | -   | 1.4 | 0   | 1.0 | 0   | 12.3 | 1   | 6     |   |   |
| Oporto                          | 34.2   | 15   | 20.7 | 9    | 24.0 | 11   | 6.1 | 2   | 4.3 | 2   | 2.3  | 1   | 2.0 | 0   | 1.5 | 0   | 0.1  | 0   | 40    |   |   |
| Portalegre                      | 26.8   | 0    | 29.9 | 1    | 28.0 | 1    | 1.9 | 0   | 1.7 | 0   | 5.2  | -   | 1.3 | 0   | 0.7 | 0   |      |     | 2     |   |   |
| Santarém                        | 30.6   | 4    | 28.1 | 3    | 22.8 | 2    | 3.9 | 0   | 3.2 | 0   | 3.6  | -   | 1.8 | 0   | 1.1 | 0   |      |     | 9     |   |   |
| Setúbal                         | 21.0   | 5    | 26.4 | 6    | 25.0 | 5    | 5.5 | 1   | 5.8 | 1   | 7.1  | 1   | 2.7 | 0   | 1.9 | 0   | 0.1  | 0   | 19    |   |   |
| Viana do Castelo                | 39.6   | 3    | 23.0 | 1    | 21.7 | 1    | 3.8 | 0   | 2.6 | 0   | 2.0  | 0   | 1.6 | 0   | 0.9 | 0   |      |     | 5     |   |   |
| Vila Real                       | 44.4   | 3    | 20.0 | 1    | 24.6 | 1    | 2.2 | 0   | 1.5 | 0   | 1.2  | 0   | 1.0 | 0   | 0.7 | 0   |      |     | 5     |   |   |
| Viseo                           | 42.7   | 4    | 22.1 | 2    | 21.9 | 2    | 3.1 | 0   | 2.1 | 0   | 1.2  | 0   | 1.2 | 0   |     |     |      |     | 8     |   |   |
| Europa                          | 14.7   | 1    | 28.2 | 1    | 13.5 | 0    | 2.5 | 0   | 2.2 | 0   |      |     | 1.9 | 0   | 1.6 | 0   | 0.2  | 0   | 2     |   |   |
| Fuera de Europa                 | 19.6   | 1    | 20.8 | 1    | 13.5 | 0    | 2.1 | 0   | 1.0 | 0   |      |     | 1.8 | 0   | 2.0 | 0   | 0.2  | 0   | 2     |   |   |
| Total                           | 31.8   | 91   | 22.8 | 60   | 22.8 | 58   | 5.4 | 9   | 4.1 | 6   | 2.9  | 3   | 2.0 | 1   | 1.4 | 1   | 0.3  | 1   | 230   |   |   |
| Fuente: Ministerio del Interior |        |      |      |      |      |      |     |     |     |     |      |     |     |     |     |     |      |     |       |   |   |